# David Kruse
David Kjær Kruse (Tørring-Uldum, 15 maggio 2002) è un calciatore danese, centrocampista dell'IFK Göteborg.

## Carriera

### Club
Cresciuto nel settore giovanile dell'Horsens, debutta in prima squadra il 4 settembre 2019, in occasione dell'incontro di DBUs Landspokalturnering vinto per 0-2 contro il BK Union. L'11 aprile 2021 ha esordito anche in Superligaen, disputando l'incontro vinto per 2-3 contro lo SønderjyskE.

### Nazionale
Nel 2022 ha esordito con la nazionale danese Under-21.

## Statistiche

### Presenze e reti nei club
Statistiche aggiornate al 3 aprile 2023.
| Stagione        | Squadra         | Campionato      | Campionato | Campionato | Coppe nazionali | Coppe nazionali | Coppe nazionali | Coppe continentali | Coppe continentali | Coppe continentali | Altre coppe | Altre coppe | Altre coppe | Totale | Totale |
| Stagione        | Squadra         | Comp            | Pres       | Reti       | Comp            | Pres            | Reti            | Comp               | Pres               | Reti               | Comp        | Pres        | Reti        | Pres   | Reti   |
| --------------- | --------------- | --------------- | ---------- | ---------- | --------------- | --------------- | --------------- | ------------------ | ------------------ | ------------------ | ----------- | ----------- | ----------- | ------ | ------ |
| 2019-2020       | Horsens         | SL              | 0          | 0          | CD              | 1               | 0               |                    | -                  | -                  |             | -           | -           | 1      | 0      |
| 2020-2021       | Horsens         | SL              | 5          | 0          | CD              | 2               | 0               |                    | -                  | -                  |             | -           | -           | 7      | 0      |
| 2021-2022       | Horsens         | 1D              | 28         | 0          | CD              | 4               | 0               |                    | -                  | -                  |             | -           | -           | 32     | 0      |
| 2022-2023       | Horsens         | SL              | 23         | 0          | CD              | 3               | 0               |                    | -                  | -                  |             | -           | -           | 26     | 0      |
| Totale Horsens  | Totale Horsens  | Totale Horsens  | 56         | 0          |                 | 10              | 0               |                    | -                  | -                  |             | -           | -           | 66     | 0      |
| Totale carriera | Totale carriera | Totale carriera | 56         | 0          |                 | 10              | 0               |                    | -                  | -                  |             | -           | -           | 66     | 0      |

## Palmarès

### Club

#### Competizioni nazionali
- 1. Division: 1

Horsens: 2021-2022